# 吳玉墀
吴玉墀（约1737年—1817年），字兰陵，号小谷，浙江钱塘人，清朝藏书家、學者。

## 生平
吴焯季子。乾隆三十五年（1770年）庚寅科順天鄉試舉人，曾任太平縣儒學教諭，分校《杭州府志》。历官贵阳府长寨同知。
其家藏书甚富，乾隆间，朝廷开四庫全書館，吴玉墀進呈家藏典籍三○五種，其中经部《陆氏易解》等九十余种、史部《四明它山水利备览》等二十余种、子部《东宫备览》等三十余种、集部《李遐叔文集》等三种。钦赐内府初印《佩文韵府》全函，一时以为盛事。撰有《味乳亭集》、《绣谷亭书录》。

## 佚事
袁枚《隨園食單》中詳細記載了吳玉墀家的燻煨肉、茄子等做法。